# Fran Detela
Fran Detela [frán détela], slovenski pisatelj in dramatik, * 3. december 1850, Moravče, † 11. julij 1926, Ljubljana.

## Življenje in delo
Rodil se je očetu Ignaciju in materi Marjeti (rojena Konšek). Detela je po končani gimnaziji v Ljubljani (bil je sošolec Ivana Tavčarja) na Dunaju študiral klasične jezike in francoščino. Po končanem študiju je bil med drugim profesor na Dunaju in od 1890 do 1906 ravnatelj gimnazije v Novem mestu, nato knjižničar na Francoskem inštitutu v Ljubljani.
Detela je pripadal krogu katoliških književnikov. Njegovo prvo objavljeno delo je bila povest Malo življenje, ki je izšla 1882 v Ljubljanskem zvonu. Tako kot v Malem življenju tudi v naslednjih dveh povestih Prihajač (1888) in Gospod Lisec (1894) realistično prikazuje življenje na kmetih in značilne pojave začetnega kapitalizma na vasi. Pisatelj, ki je poznal francoske realiste je sicer po njihovem zgledu slikal milje (okolje, ki koga obdaja ali v katerem živi), toda njegovi nazori se niso skladali z nazori kritičnega realizma, zavzemal se je za tradicijo in patriarhalnost na vasi.
V svojem najboljšem delu Trojka (1897) je prikazal vaške graščake in tri dolenjske visokošolce , ki so študirali na Dunaju. Zaupljivi Lovro Bojanec doživi mnogo preizkušenj in najde pot v urejeno življenje, marljivi in vzorni  dr. Vladimir Dragan tragično propade, gizdalinski  izkoriščevalec Radivoj Čuk pa bo še nadalje razglašal gostobesedno rodoljubje in posedal po dunajskih kavarnah. Med ženskim svetom je osrednja oseba koketa Irma Majerjeva, ki je »trojki« mešala glave, a jo ustreli njen zapeljevalec, baron Berger.
Detela je imel smisel tudi za smešne strani žvljenja, vendar njegova satira ni bila bridka. V večini svojih del je bil bolj vzgojitelj kot umetnik. Različna aktualna vprašanja s poučno tendenco ali rahlo ironijo obravnavajo povesti Rodoljubje na deželi (1908), Novo življenje (1908), Delo in denar (1910), Sošolci (1911), Tujski promet (1912), Svetloba in senca (1916), Vest in zakon (1927). Najboljše Detelove humoreske in satire so: Kislo grozdje (1883), Žrtva razmer (1912), Spominska plošča (1914), Trpljenje značajnega moža (1916), Nova metoda (1917), Kapitalist Rak (1923).
Detela je napisal dva zgodovinska romana iz zadnjih let celjskih grofov: Veliki grof ([1885]) in Pegam in Lambergar (1891). Zadnji je dolgo let veljal za najboljši slovenski zgodovinski roman, vendar je v njem premalo psihološke  utemeljitve in plastičnih opisov. Napisal je tudi zgodovinski povesti Hudi časi (1894, iz francoskih časov) in Takšni so ([1900], o katoliških mučencih v protestantskih časih), ki pa sta vsebinsko šibki.
S prizanesljivo grajo kaže Detela smešne strani življenja v veseloigrah Učenjak (1902), Dobrodušni ljudje (1908) in Dobrodelnost (1919).
Za Detelo je značilna satirična hudomušnost, dobrohotna kritika življenja in krščanska vzgojnost. S svojimi deli je izpopolnil galerijo oseb iz kmečkega in delavskega ljudstva, malomeščanstva in izobraženstva. Osebe, ki nastopajo na eni strani slika kot dobre in vztrajne, poštene in marljive, na drugi strani pa kot zajedalce, koristolovce, lažne rodoljube, špekulante, umetniške stremuhe in pobožnjake. Nikdar pa ne pozabi dodati nekaj moralnih nasvetov.
Po njem se danes imenujejo ulice v Ljubljani, Novem mestu, Domžalah in Mengšu (medtem, ko se Detelova ulica v Kranju imenuje po kranjskem deželmen glavarju Otonu Deteli) ter cesta v Moravčah, kjer so mu na rojstni hiši odkrili reliefno spominsko ploščo.